# جون سميث (قسيس بريطاني)
جون سميث (بالإنجليزية: John Smith)‏ هو قسيس بريطاني، ولد في 21 سبتمبر 1933، وتوفي في 22 يونيو 2000.